# Georges Fournier
Georges Fournier (21 de novembro de 1881 – 1 de dezembro de 1954) foi um astrônomo francês.
Observou o planeta Marte com grandes detalhes.